# Rovienková veža
Rovienková veža ( polsky Rówienkowa Turnia, dávnejšie Zachodnia Rówienkowa Turnia německy Westliches Rovinkihorn maďarsky Nyugati Rovinkiszarv je prostřední ze tří nejvýraznějších věží v hlavním hřebeni Vysokých Tater mezi Svišťovým a Malým Javorovým štítem. 
Vypíná se nad Rovienkovou kotlinou a Velkou Studenou dolinou. Od Hranatej veže je oddělena Vyšným Rovienkovým sedlem a od Kresaného rohu Rovienkovym sedlem. 

## Název
Je odvozen od Rovienok. Pochází ze začátku 20. století. V období první světové války byly Rovienková veža a Kresaný roh společně označované jako Rovienkové věže. 

## Turistika
Na vrchol je možné vystoupit jen s horským vůdcem.

## Prvovýstupy
- v létě Zygmunt Klemensiewicz a Jerzy Maślanka, 30. srpna 1906
- v zimě Arno Puškáš se spolulezci 3. března 1955 [2]